# Стрельно
Стрельно (бел. Стрэльна) — деревня в Ивановском районе Брестской области Белоруссии, входит в состав Сочивковского сельсовета. Население — 163 человека (2019).

## География
Стрельно находится в 8 км к северо-западу от Иваново близ границы с Дрогичинским районом. Местность принадлежит бассейну Днепра, вокруг села сеть мелиоративных каналов со стоком в реку Неслуха. С запада к Стрельно примыкает деревня Клещи. Автомобильные дороги ведут в соседние деревни Староселье и Сычево, а также к шоссе Иваново — Дрогичин. Ближайшая ж/д платформа Снитово находится в 5 км к югу (линия Брест — Пинск — Гомель).

## Культура
- Филиал традиционной культуры «Дом травника» Мотольского музея народного творчества

## Достопримечательности
- Церковь св. Александра Невского. Деревянная православная церковь построена в 1800 году. Памятник деревянного зодчества[3]. Церковь включена в Государственный список историко-культурных ценностей Республики Беларусь[4].
- Памятник землякам. Создан в 1971 году в честь 107 односельчан, погибших в годы войны[3].